# Каррінгтон (Північна Дакота)
Каррінгтон (англ. Carrington) — місто (англ. city) в США, в окрузі Фостер штату Північна Дакота. Населення — 2080 осіб (2020).

## Географія
Каррінгтон розташований за координатами 47°27′3″ пн. ш. 99°7′48″ зх. д. / 47.45083° пн. ш. 99.13000° зх. д. (47.450785, -99.130036).  За даними Бюро перепису населення США в 2010 році місто мало площу 5,47 км², з яких 5,47 км² — суходіл та 0,01 км² — водойми.

## Демографія
Згідно з переписом 2010 року, у місті мешкало 2065 осіб у 951 домогосподарстві у складі 540 родин. Густота населення становила 377 осіб/км².  Було 1057 помешкань (193/км²).
Расовий склад населення:
| - 98,1 % — білих - 0,7 % — корінних американців - 0,1 % — чорних або афроамериканців - 0,1 % — азіатів |

До двох чи більше рас належало 0,8 %. Частка іспаномовних становила 0,7 % від усіх жителів.
За віковим діапазоном населення розподілялося таким чином: 21,7 % — особи молодші 18 років, 53,5 % — особи у віці 18—64 років, 24,8 % — особи у віці 65 років та старші. Медіана віку мешканця становила 46,0 року. На 100 осіб жіночої статі у місті припадало 93,2 чоловіків;  на 100 жінок у віці від 18 років та старших — 91,7 чоловіків також старших 18 років.
Середній дохід на одне домашнє господарство  становив 65 405 доларів США (медіана — 52 163), а середній дохід на одну сім'ю — 86 099 доларів (медіана — 79 596). Медіана доходів становила 45 956 доларів для чоловіків та 32 212 долари для жінок. За межею бідності перебувало 9,2 % осіб, у тому числі 5,1 % дітей у віці до 18 років та 17,0 % осіб у віці 65 років та старших.
Цивільне працевлаштоване населення становило 1129 осіб. Основні галузі зайнятості: освіта, охорона здоров'я та соціальна допомога — 22,1 %, виробництво — 15,2 %, роздрібна торгівля — 10,6 %, транспорт — 7,4 %.